# Radikal 2
| 丨                           |                    |
| Streckdragning för radikal 2 |                    |
| Radikal 2 (U+2F01)           |                    |
| 丨 (U+4E28) "streck"         |                    |
| Pinyin:                      | gùn                |
| Zhuyin:                      | ㄍㄨㄣˋ            |
| Wade–Giles:                  | kun3               |
| Jyutping:                    | gwan2              |
| Yale romanisering:           | kwan2              |
| Hiragana:                    | ぼう, コン bō, kon |
| Kanji:                       | 棒 bō              |
| Hangul:                      | 뚫을 tturheul      |
| Hanja-eo:                    | 곤 gonn            |
|                              |                    |

『努』(永字八法 YǒngzìBāfǎ)

Radikal 2 betyder streck eller lodrätt och är en av sex Kangxi-radikaler (av totalt 214 stycken) som består av ett streck.
I Kangxi-ordboken finns det 21 tecken (av 49030 stycken) som kan hittas under denna radikal.
Radikal 2, i detta fallet känd som 竪 Shù "vertikal", är en av de åtta principerna av Yong, tecknet 永 (永字八法 Yǒngzì Bāfǎ), som är en av grunderna inom kinesisk kalligrafi.
Tecknet kan förekomma i två olika varianter, droppande dagg och hängande nål. När tecknet skrivs så skiljer det sig hur strecket avslutas, droppande dagg avslutas genom att pennan eller penseln lyfts från pappret, medan hängande nål sakta smalnar av till en spets. Droppande tagg används när strecket möter ett annat streck upptill eller nedtill som till exempel 丫, medan hängande nål används när radikalen går rakt igenom de andra strecken, som exempelvis med tecknet 中. 

Shù markerat med rött, lägg märke till skillnaden i hur radikalen avslutats.

## Tecken med radikal 2
Länkarna i tabellen leder till Wiktionary.
| Streck            | tecken            |
| ----------------- | ----------------- |
| utan extra streck | 丨                |
| 1 extra streck    | 丩                |
| 2 extra streck    | 个 丫 丬          |
| 3 extra streck    | 中 丮 丯 丑 丰 书 |
| 6 extra streck    | 串                |
| 7 extra streck    | 丳                |
| 8 extra streck    | 临                |
| 9 extra streck    | 丵                |